# Jan-Olof Svantesson
Jan-Olof Svantesson, född 1944, är professor emeritus i allmän språkvetenskap, verksam vid Lunds universitet.
Svantesson skrev sin doktorsavhandling 1983 om kammuspråkets fonologi och morfologi. Bland publicerade böcker finns till exempel The Phonology of Mongolian (2005),  om mongolisk fonologi och dess utveckling.

## Utmärkelser, ledamotskap och priser
- Ledamot av Vetenskapssocieteten i Lund (LVSL, 1995)[3]

## Publikationer
- Svantesson, Jan-Olof 1983. Kammu Phonology and Morphology. Travaux de l'Institut de Linguistique de Lund 18. Lund, Sweden: CWK Gleerup.
- Svantesson, Jan-Olof. 2001. 'Phonology of a southern Swedish idiolect'. Working Papers 49, 156-159. Lund, Sweden: Dept. of Linguistics, Lund University.

## Övriga publikationer
- Svantesson, Jan-Olof 1985. 'Vowel harmony shift in Mongolian'. Lingua 67: 283-327.
- Svantesson, Jan-Olof 1986. 'Acoustic analysis of Chinese fricatives and affricates'. Journal of Chinese Linguistics 14: 53-70.
- Gårding, Eva, Paul Kratochvíl, Jan-Olof Svantesson & Zhang Jialu 1986. 'Tone 4 and Tone 3 discrimination in Modern Standard Chinese'. Language and Speech 29: 281-93.
- Svantesson, Jan-Olof 1986. 'Kammu relative clauses and the Keenan-Comrie hierarchy'. Studia Linguistica 40: 48-66.
- Svantesson, Jan-Olof 1988. 'U'. Linguistics of the Tibeto-Burman Area 11: 64-133. Berkeley.
- Svantesson, Jan-Olof 1989. 'Tonogenetic mechanisms in Northern Mon-Khmer'. Phonetica 46: 60-79.
- Svantesson, Jan-Olof 1990. 'Phonetic correlates of stress in Mongolian'. Proceedings, 1990 International conference on spoken language processing 1: 617-20. Tokyo: Acoustical Society of Japan.
- Lindau, Mona, Kjell Norlin & Jan-Olof Svantesson 1990. 'Some cross-linguistic differences in diphthongs'. Journal of the International Phonetic Association 20:1: 10-14.
- Svantesson, Jan-Olof 1991. Språk och skrift i Öst- och Sydöstasien. Lund: Studentlitteratur.
- Svantesson, Jan-Olof. 1991. 'Hu – a language with unorthodox tonogenesis'. I Jeremy Davidson (ed.), Austroasiatic languages: Essays in honour of H. L. Shorto, 67-79. London: SOAS.
- Svantesson, Jan-Olof 1991. 'Tradition and reform in China’s Minority languages'. International Journal of Applied Linguistics 1: 70-88.
- Svantesson, Jan-Olof 1991. 'Vowel palatalization in Mongolian'. Actes du XIIème Congres International des Sciences Phonetiques 5: 102-105. Aix-en-Provence: Université de Provence.
- Svantesson, Jan-Olof 1992. 'Iconicity in Kammu morphology'. I Berhard Hung-Kay Luk & Barry D. Steben (eds.), Contacts between cultures – Eastern Asia: literature and humanities 3: 369-72. Lewiston, Kanada: Edwin Mellen Press.
- Svantesson, Jan-Olof, Damrong Tayanin, Kristina Lindell, Thongpheth Kingsada and Somseng Xayavong 1994. Watcanaanukom khamu-laaw (Kammu-Lao dictionary). Vientiane, Laos: Ministry of Information and Culture.
- Svantesson, Jan-Olof 1994. 'Syllable constituents in Kammu reduplication'. I W. Dressler, M. Prinzhorn & J. Rennison (eds.), Phonologica 1992, 265-74. Torino: Rosenberg & Sellier.
- Svantesson, Jan-Olof 1994. 'Tense, mood and aspect in Kammu'. I C. Bache, H. Basbøll & C.-E. Lindberg (eds.), Tense, aspect and action – Empirical and theoretical contributions to language typology, 265-78. Berlin: Mouton de Gruyter.
- Svantesson, Jan-Olof 1995. 'Phonetic evidence for the great Mongolian vowel shift'. I Kjell Elenius & Peter Branderud (eds.), Proceedings of the XIIIth International Congress of Phonetic Sciences ICPhS 95 1: 416-19. . Stockholm University.
- Svantesson, Jan-Olof 1995. 'Cyclic syllabification in Mongolian'. Natural Language and Linguistic Theory 13: 755-66.
- Svantesson, Jan-Olof 1996. 'Glides in Mongolian phonology'. I Lars Heltoft & H. Haberland (eds.), Proceedings of the Thirteenth Scandinavian conference of linguistics, 209-16.
- House, David & Jan-Olof Svantesson 1996. 'Tonal timing and vowel onset characteristics in Thai'. Pan-Asiatic Linguistics, Proceedings of the Fourth International Symposium on Languages and Linguistics 1: 104-113. Bangkok.
- Svantesson, Jan-Olof 1999. 'Thirteen years of Swedish phonetics – some trends'. Proceedings Fonetik 99, The Swedish phonetics conference June 2-4 1999 81: 125-28. Gothenburg papers in theoretical linguistics.
- Svantesson, Jan-Olof 2000. 'Mongolic vowel shifts and the classification of the Mongolic languages'. Altai Hakpo (Journal of The Altaic Society of Korea) 10: 193-207.
- Svantesson, Jan-Olof 2001. 'Tonogenesis in Southeast Asia – Mon-Khmer and beyond'. I Shigeki Kaji (ed.), Proceedings of the Symposium Cross-linguistic studies of tonal phenomena, 45–58. Tokyo: Tokyo University of Foreign Studies.
- Svantesson, Jan-Olof 2003. 'Comments on Suwilai Premsrirat: Khmu dialects: a case of register complex and tonogenesis'. I S. Kaji (ed.), Proceedings of the Symposium Cross-linguistic studies of Tonal Phenomena, 29-36. Tokyo: Tokyo University of Foreign Studies.
- Svantesson, Jan-Olof 2003. 'Khalkha'. I Juha Janhunen (ed.), The Mongolic languages, 154-76. London, UK: Routledge.
- Svantesson, Jan-Olof and Niclas Burenhult 2003. 'Mental landscapes in prehistoric Southeast Asia: a view from linguistics'. I Anna Karlström and Anna Källén (ed.), Fishbones and glittering emblems: Southeast Asian Archaeology 2002, 281-287. Stockholm: Östasiatiska museet.
- Svantesson, Jan-Olof and Damrong Tayanin 2003. 'Sound symbolism in Kammu expressives'. I Solé, Maria-Josep, Daniel Recasens and Joaquin Romero (ed.), Proceedings of the 15th International congress of phonetic sciences., 2689-2692. Barcelona: Universitat Autònoma de Barcelona.
- Svantesson, Jan-Olof 2003. 'Vokalisering av r i en sydsvensk idiolekt'. I L-O Delsing, C. Falk, G. Josefsson och H. Á. Sigurdsson (ed.), Grammatik i fokus: Festskrift till Christer Platzack, vol. 1, 183-191. Lund: Inst. f. Nordiska språk, Lunds universitet.
- Svantesson, Jan-Olof 2003. 'Preaspiration in Old Mongolian?'. Phonum 9: 5-8.
- Svantesson, Jan-Olof and Anastasia Mukhanova Karlsson 2004. 'Minor syllable tones in Kammu'. I Bernard Bel and Isabelle Marlien (ed.), Proceedings, International symposium on tonal aspects of languages (TAL2004), 177-80. Beijing: Chinese Academy of Social Sciences.
- Karlsson, Anastasia Mukhanova and Jan-Olof Svantesson 2004. 'Prominence and mora in Mongolian'. I Bernard Bel and Isabelle Marlien (ed.), Speech prosody 2004: proceedings, 65-58. Nara.
- Svantesson, Jan-Olof 2004. 'What happens to Mongolian vowel harmony?'. MIT Working Papers in Linguistics 46: 94-106.
- Svantesson, J-O, Tsendina, A, Karlsson, A & Franzén, V 2005, The Phonology of Mongolian. Phonology of the World's Languages, Oxford University Press.